# قره‌تپه پیرزاد ۱
قره‌تپه پیرزاد ۱ مربوط به دوره اشکانیان - دوره ساسانیان است و در شهرستان ملکان، بخش لیلان، ۵۰۰ متری جنوب غربی شهر لیلان، شرق قلعه بختک واقع شده و این اثر در تاریخ ۲۷ اسفند ۱۳۸۶ با شمارهٔ ثبت ۲۲۵۹۴ به‌عنوان یکی از آثار ملی ایران به ثبت رسیده است.